# Margita Černáková
Margita Černáková (* 29. září 1935, Bratislava) je slovenská střihačka dokumentárních, hraných a animovaných filmů. Je manželkou režiséra Milana Černáka.

## Životopis
Margita Černáková vystudovala v Bratislavě střední školu, ukončenou maturitou. Její rodiče nepocházeli z dělnické třídy, což bylo podmínkou pro přihlášku na vysokou školu, a tak nemohla jít dál studovat. Po ukončení studia, v roce 1951, nastoupila jako asistentka střihu k střihači Fredovi Voderkovi do Zpravodajského filmu. Jako jednu z prvních zkušeností vzpomíná asistenci na dokumentu Vladimíra Bahna Dúha nad Slovenskom (1952). Na začátku kariéry byla asistentkou střihu Markéty Baťalíkové. Ve zpravodajském filmu pracovala do roku 1955 jako střihačka žurnálu. Čísla filmového žurnálu Týden ve filmu, které stříhala v letech 1953–1955, vznikaly pod režijní taktovkou Ladislava Kudelky, Štěpána Ondrkala, Richarda Raimana a Štěpána Ortha. Od roku 1955 byla pracovnicí populárně-vědeckého filmu, sídlícího na Mostové ulici v Bratislavě. Byla sem přeložena z kádrových důvodů. Nejdříve byla asistentkou střihače Alfréda Benčiče. Později si ji vybírali jednotliví režiséři studia populárně-vědeckého filmu jako střihačku svých filmů. Díky své práci na dokumentárních filmech jako Čas, ktorý žijeme (režie Vladimír Kubenko, Ladislav Kudelka, J. Pogran, O. Křivánek, I. Húšťava, 1968), nebo Čierné dni (režie L. Kudelka, 1968) se stala po roce 1969 nežádoucí osobou a byla méně oslovována režiséry ke spolupráci. V sedmdesátých letech byla zaměstnána na Kolibě v Krátkém filmu. Situace ohledně nabídky práce se změnila k lepšímu, když se její manžel stal ředitelem Koliby. Po roce 1991 se Margita Černáková střihu dále nevěnovala. Pracovala pravidelně pro řadu slovenských režisérů jako Otto Haas, Martin Slivka, Vojtech Andreánsky, Ladislav Koudelka, Mikuláš Ricotti st., Tibor Rakovský, Pavel Čalovka, František Jurišič, Dušan Trančík, Eva Štefankovičová nebo Ľudovít Filan.

## Charakteristika tvorby a způsob práce
Margita Černáková považuje za své střihačské vzory Freda Voderku, Gitu Krivošíkovou, nebo Štěpána Fúziho. Během své kariéry pracovala se střihacími stoly jako Zeist, Klang, nebo Meopta. Nikdy, kromě úplných začátků jako asistentka střihu, se neúčastnila natáčení. Střih dokumentárních, instruktážních a naučných filmů byl převážně tradiční, mechanický. Černáková skládala na sebe záběry návazně tak, jak byly natočeny. Často se však snažila film ozvláštnit. Přemýšlela nad přiměřenosti využití hudby. Například při dokumentu s traktorem udělala šlapačky a neozvučila ho, ale pouze oruchovala. Tento způsob byl pro krátký film netradiční a působil autentičtěji. Preferovala akci snímanou několika kamerami, měla raději k dispozici několik materiálů. Za zajímavou práci považuje stříhání dokumentu Mistrovství světa (režie Milan Černák, 1970) o skocích na lyžích, protože při ní byla akce rozzáběrovaná, bylo z čeho vybírat a mohla tak tvořivě stříhat. Při scéně autonehody z filmu Evy Štefankovičové Nemožná (1987) měla k dispozici pouze tři snímky. Po dohodě s režisérkou se rozhodli natočit scénu ještě jednou s několika kamerami, aby měla několik možností při střihu. Měla ráda diskuse s režiséry, které přerůstaly často v hádky. Někteří režiséři, jako Martin Slivka, byli přítomni při střihu, někteří, jako Mikuláš Ricotti, se přišli podívat na výsledek až po týdnu. Černákové oba způsoby vyhovovaly. Dokumentární film považovala v otázce střihu za flexibilnější než hraný. Animované filmy nepovažuje pro práci střihače za optimální. Ten totiž musí počítat s okénky, které je třeba vystřihnout. Střihač při animovaném filmu se musí věnovat celé postprodukci, jako zvuk, ruchy, hudba a mixáž. Za vyčerpávající a časově náročnou považovala práci na seriálech. Nemá smysl pro současný klipovitý střih.

## Výběr z tvorby (střih)

### Hrané filmy
- Příběh z myslivny (režie Kazimír Barlík, 1957)
- Domek a nerozum (režie Kazimír Barlík, 1961, krátkometrážní)
- Sám voják v poli (režie Otto Haas, 1964, TV film)
- Veřejný žalobce (režie E. Stredňanský, 1965)
- Canarisova krvavá hvězda (režie Otto Haas, 1966)
- Mister Scrooge (režie Tibor Rakovský, 1967, TV film)
- Dar (režie Eugen Šimko, 1967, krátkometrážní)
- Maroško (režie Jozef Medveď, 1968, TV film)
- Pštrosí večírek (režie Július Pántik, 1969, TV film)
- Generace (režie Vladimír Bahna, 1969, 3dílný TV film)
- Don Quijote svádí boj (režie Tibor Rakovský, 1970, TV film)
- Letušky (režie Ján Zeman, 1973, krátkometrážní film)
- Poškolák (režie Jaroslav Pogran, 1975, TV film)
- Amulet (režie Dušan Trančík, 1975, krátkometrážní film)
- Monology Tomáše N. (režie Peter Hledík, 1981)
- Slané bonbony (režie Eva Štefankovičová, 1985)
- Nemožná (režie Eva Štefankovičová, 1987)
- Koupelnový hráč (režie Eva Štefankovičová, 1988)

### Animované filmy
- Robinson (režie Vlastimil Herold, 1956)
- Trénování myška (režie Vlastimil Herold, 1971)
- Sýr pro myšku (režie Vlastimil Herold, 1973)
- Vařila myšička kašičku (režie Vlastimil Herold, 1974)
- Pohádky z hlíny, 1. část Jak sluníčku trhali zuby (režie František Jurišič, 1975, seriál)
- Bábovka (režie Vlastimil Herold, 1978)
- Pohádky z hlíny, 4. část Pecúšik (režie František Jurisic, 1980, seriál)
- Byl jednou jeden tato (režie František Jurisic, 1980–1984, seriál)

### Dokumentární filmy
- Výtvarné umění lidu (režie Ladislav Koudelka, 1953)
- Fraňo Král (režie Peter Solan, 1954)
- Hospodaření na svažitých půdách (režie Vojtěch Andreánsky, 1957)
- Jachtaři (režie Milan Černák, 1963)
- Vrhačské disciplíny (režie Pavel Čalovka, 1966)
- Skoky do dálky a trojskok (režie Pavel Čalovka, 1968)
- Čas, který žijeme (režie V. Kubenka, L. Kudelka, J. Pogran, O. Křivánek, I. trsy, 1968)
- Černé dny (režie Ladislav Koudelka, 1968)
- Kandidáti (režie Štefan Kamenický, 1971)
- O mládeži'72 (režie Eugen Šinko, 1972)
- V zdravém těle zdravý duch (režie Jaroslav Pogran, 1973)
- Nebyly to jen sliby (režie Štefan Kamenický, 1974)
- Miliardy kapek života (režie Milan Černák, 1975)
- Dětský rok- jaro, léto, podzim, zima (režie Jozef Medvěd, 1975–1976)
- Bubeník červeného kříže (režie Juraj Jakubisko, 1977)
- Termovize ve stavebnictví (režie Milan Černák, 1980)
- Neobyčejná pohádka (režie Eva Štefankovičová, 1982)
- Pračky (režie Milan Černák, 1983)
- Nepřítel hluk (režie Vojtěch Andreánsky, 1983)
- Lidové tradice a dnešek (režie Martin Slivka, 1983)
- Pitná voda (režie Vojtěch Andreánsky, 1984)
- Mosty (režie Toni Bruk, Ladislav Volko, 1986)
- Peter Dvorský (režie Milan Černák, 1987)
- S tebou jsme všichni básníci (režie Ľubomír Štecko, 1989)
- Vedlejší zaměstnání: matka (režie Eva Štefankovičová, 1990)
- Elegie (režie Eugen Šinko, 1990)
- Všichni spolu ... (režie Eva Štefankovičová, 1991)